# جئومچون
جئومچون (به لاتین: Jeomchon) یک منطقهٔ مسکونی در کره جنوبی است.